# Malvales
Malvales är en ordning i undergruppen eurosider II av trikolpaterna. De flesta växterna i denna ordning är buskar och träd. De finns över hela världens tropiska och subtropiska områden samt i mindre omfattning också i tempererade områden. På Madagaskar är tre av familjerna endemiska, det vill säga de finns endast där; Sphaerosepalaceae, Sarcolaenaceae och Diegodendraceae. Hela Malvales består av elva familjer med sammanlagt omkring 6 000 arter. Den dominerande familjen är malvaväxterna med över 4 000 arter, följd av tibastväxterna som har 750 arter.
Morfologiskt är Malvales en varierad ordning och det finns få gemensamma drag hos alla växter. Några vanliga egenskaper är dock palmlika blad och en speciell kemisk struktur hos fröna.
Många arter är kända för sitt trä, bland annat balsa (Ochroma), mitsumatabuske (Edgeworthia), lindar (Tilia) och tibast (Daphne). Kakaoträdet (Theobroma cacao) ger råvaran till choklad och kolaträdets (Cola) nötter innehåller mycket koffein och användes förr i olika coladrycker.

## Klassificering
I nyare klassificeringssystem ingår följande familjer:
- Annattoväxter (Bixaceae)
- Cochlospermaceae
- Diegodendraceae
- Dipterokarpväxter (Dipterocarpaceae)
- Malvaväxter (Malvaceae)
- Muntingiaceae
- Neuradaceae
- Sarcolaenaceae
- Solvändeväxter (Cistaceae)
- Sphaerosepalaceae
- Tibastväxter (Thymelaeaceae)

Alternativt kan Cochlospermaceae och Diegodendraceae ingå i annattoväxterna. De tre familjerna kapokväxter (Bombacaceae), lindväxter (Tiliaceae) och kakaoväxter (Sterculiaceae) ingår numera i malvaväxterna. I det äldre Cronquistsystemet ingick endast dessa fyra familjer (nuvarande malvaväxterna) samt Elaeocarpaceae i Malvales och var placerade i underklassen Dilleniidae. Några av de nuvarande familjerna i ordningen placerades i Violales av Cronquist. Detta är en ordning som inte finns längre.
- Wikimedia Commons har media som rör Malvales.